# Нюэнгет, Мартин Лёвстрём
Мартин Лёвстрём Нюэнгет (норв. Martin Løwstrøm Nyenget; род. 1 апреля 1992, Норвегия) — норвежский лыжник, чемпион мира 2025 года в эстафете, серебряный призёр чемпионата мира 2025 года в скиатлоне, победитель этапов Кубка мира по лыжным гонкам.

## Карьера
Мартин участвовал в четырёх гонках на чемпионате мира среди юниоров 2012 года, завоевав бронзовую медаль в эстафете. Позднее, занял два шестых места на чемпионате мира среди юниоров 2014 года и пятое место на чемпионате мира среди юниоров 2015 года.
В марте 2014 года дебютировал на этапе Кубке мира по лыжному спорту — принял участие в гонке «Хольменколлен» на 50 км, а свои первые очки на Кубке мира заработал в марте 2015 года в Лахти, заняв неожиданное четвёртое место. 6 марта 2022 году на дистанции 50 км в Осло, на этапе Кубка мира, одержал свою первую победу в Кубке мира.
В 2023 году принимал участие в чемпионате мира. На дистанции 50 километров занял пятое место. По итогам сезона 2023/2024 года занял лучшую позицию — 5 в общем зачёте Кубка мира.
Мартин одерживал победы на этапах серии марафонских гонок Ски Классикс. Он дважды становился победителем гонки на 50км Reistadløpet в 2022 и 2023 годах, и также дважды побеждал в гонке Summit2Senja на 60 км в 2023 и 2024 годах.
На чемпионате мира 2025 года в Тронхейме в скиатлоне на 20 км стал серебряным призёром. В эстафете стал чемпионом мира.  
Мартин представляет спортивный клуб «Лиллехаммер».

## Результаты на крупнейших соревнованиях

### Чемпионаты мира по лыжным видам спорта
| Чемпионат мира | Спринт | Командный спринт | Гонка с раздельным стартом | Скиатлон | 50 км масс-старт | Эстафета |
| -------------- | ------ | ---------------- | -------------------------- | -------- | ---------------- | -------- |
| 2023 Планица   | —      | —                | —                          | —        | 5                | —        |
| 2025 Тронхейм  | —      | —                | —                          | 2        | —                | 1        |

### Подиумы на этапахКубка мира
| №   | Сезон   | Дата            | Город       | Тип гонки                                             | Место |
| --- | ------- | --------------- | ----------- | ----------------------------------------------------- | ----- |
| 1   | 2015-16 | 6 декабря 2015  | Лиллехаммер | Эстафета 4х7,5 (1этап, классический стиль)            | 2     |
| 2   | 2019-20 | 16 февраля 2020 | Остерсунд   | Гонка преследования 15 км (классический стиль)        | 3     |
| 3   | 2021-22 | 4 декабря 2021  | Лиллехаммер | Гонка с раздельным стартом 15 км (свободный стиль)    | 3     |
| 4   | 2021-22 | 5 декабря 2021  | Лиллехаммер | Эстафета 4х7,5 (2этап, классический стиль)            | 3     |
| 5   | 2021-22 | 6 марта 2022    | Осло        | Масс-старт 50 км (классический стиль)                 | 1     |
| 6   | 2021-22 | 13 марта 2022   | Фалун       | Смешанный командный спринт (с Тириль Венг)            | 2     |
| 7   | 2022-23 | 26 ноября 2022  | Рука        | Гонка с раздельным стартом 10 км (классический стиль) | 3     |
| 8   | 2022-23 | 4 декабря 2022  | Лиллехаммер | Масс-старт 20 км (классический стиль)                 | 3     |
| 9   | 2022-23 | 11 декабря 2022 | Бейтостолен | Смешанная эстафета 4х7,5 (2этап, классический стиль)  | 2     |
| 10  | 2022-23 | 11 марта 2023   | Осло        | Масс-старт 50 км (свободный стиль)                    | 3     |
| 11  | 2022-23 | 17 марта 2023   | Фалун       | Гонка с раздельным стартом 10 км (классический стиль) | 2     |
| 12  | 2022-23 | 19 марта 2023   | Фалун       | Эстафета 4х7,5 (1этап, классический стиль)            | 2     |
| 13  | 2023-24 | 25 ноября 2023  | Рука        | Гонка с раздельным стартом 10 км (классический стиль) | 1     |
| 14  | 2023-24 | 3 декабря 2023  | Элливаре    | Эстафета 4х7,5 (2этап, классический стиль)            | 1     |
| 15* | 2023-24 | 4 января 2024   | Давос       | Гонка преследования 20 км (классический стиль)        | 3     |
| 16  | 2023-24 | 20 января 2024  | Оберсдорф   | Масс-старт 20 км (классический стиль)                 | 2     |
| 17  | 2023-24 | 21 января 2024  | Оберсдорф   | Эстафета 4х7,5 (1этап, классический стиль)            | 1     |
| 18  | 2023-24 | 26 января 2024  | Гомс        | Смешанная эстафета 4х7,5 (1этап, классический стиль)  | 3     |
| 19  | 2023-24 | 2 марта 2024    | Лахти       | Гонка с раздельным стартом 20 км (классический стиль) | 3     |
| 20  | 2023-24 | 10 марта 2024   | Осло        | Масс-старт 50 км (свободный стиль)                    | 2     |
| 21  | 2023-24 | 16 марта 2024   | Фалун       | Гонка с раздельным стартом 10 км (классический стиль) | 3     |
| 22  | 2023-24 | 17 марта 2024   | Фалун       | Масс-старт 20 км (свободный стиль)                    | 3     |
| 23  | 2024-25 | 29 ноября 2024  | Рука        | Гонка с раздельным стартом 10 км (классический стиль) | 3     |
| 24  | 2024-25 | 1 декабря 2024  | Рука        | Масс-старт 20 км (свободный стиль)                    | 3     |
| 25  | 2024-25 | 6 декабря 2024  | Лиллехаммер | Гонка с раздельным стартом 10 км (свободный стиль)    | 1     |
| 26  | 2024-25 | 8 декабря 2024  | Лиллехаммер | Скиатлон 20 км                                        | 3     |
| 27  | 2024-25 | 15 декабря 2024 | Давос       | Гонка с раздельным стартом 20 км (классический стиль) | 1     |
| 28  | 2024-25 | 2 февраля 2025  | Конье       | Гонка с раздельным стартом 10 км (свободный стиль)    | 3     |
| 29  | 2024-25 | 15 марта 2025   | Осло        | Гонка с раздельным стартом 20 км (классический стиль) | 1     |
| 30  | 2024-25 | 23 марта 2025   | Лахти       | Масс-старт 50 км (классический стиль)                 | 2     |

* — гонка проходила в рамках Тура

### Положение в зачетеКубка мирапо лыжным гонкам
| Сезон                  | 2014/15 | 2015/16 | 2016/17 | 2018/19 | 2019/20 | 2020/21 | 2021/22 | 2022/23 | 2023/24 | 2024/2025 |
| Общий зачёт Кубка мира | 91      | 53      | 42      | 54      | 18      | 50      | 7       | 18      | 5       | 9         |
| Спринтерские виды      |         | 66      | 44      | 65      | 46      |         | 65      |         |         |           |
| Дистанционные виды     | 52      | 30      | 36      | 34      | 18      | 28      | 4       | 6       | 4       | 2         |